# Turn- und Sportverein München von 1860 2021-2022
Questa voce raccoglie le informazioni riguardanti il Turn- und Sportverein München von 1860 nelle competizioni ufficiali della stagione 2021-2022.

## Stagione
Nella stagione 2021-2022 il Monaco 1860, allenato da Michael Köllner, concluse il campionato di 3. Liga al 4º posto. In Coppa di Germania il Monaco 1860 fu eliminato agli ottavi di finale dal Karlsruhe. In Coppa Baviera il Monaco 1860 fu eliminato in semifinale dall'Aubstadt.

## Rosa
| N. |                     | Ruolo | Calciatore         |
| -- | ------------------- | ----- | ------------------ |
| 1  | Germania (bandiera) | P     | Marco Hiller       |
| 3  | Germania (bandiera) | D     | Niklas Lang        |
| 5  | Germania (bandiera) | C     | Quirin Moll        |
| 6  | Germania (bandiera) | D     | Stephan Salger     |
| 7  | Germania (bandiera) | A     | Stefan Lex         |
| 8  | Germania (bandiera) | A     | Erik Tallig        |
| 11 | Germania (bandiera) | D     | Fabian Greilinger  |
| 12 | Ungheria (bandiera) | P     | György Szekely     |
| 13 | Germania (bandiera) | C     | Alexander Freitag  |
| 14 | Germania (bandiera) | C     | Dennis Dressel     |
| 15 | Germania (bandiera) | A     | Marcel Bär         |
| 16 | Germania (bandiera) | A     | Kevin Goden        |
| 17 | Germania (bandiera) | C     | Daniel Wein        |
| 18 | Germania (bandiera) | C     | Lorenz Knöferl     |
| 19 | Germania (bandiera) | C     | Merveille Biankadi |
| 20 | Germania (bandiera) | C     | Yannick Deichmann  |

| N. |                     | Ruolo | Calciatore           |
| -- | ------------------- | ----- | -------------------- |
| 21 | Germania (bandiera) | C     | Johann Ngounou Djayo |
| 22 | Austria (bandiera)  | A     | Tim Linsbichler      |
| 23 | Germania (bandiera) | C     | Keanu Staude         |
| 24 | Svizzera (bandiera) | C     | Nathan Wicht         |
| 25 | Germania (bandiera) | D     | Marius Willsch       |
| 27 | Germania (bandiera) | D     | Semi Belkahia        |
| 28 | Germania (bandiera) | C     | Marco Mannhardt      |
| 30 | Serbia (bandiera)   | A     | Milos Cocic          |
| 31 | Germania (bandiera) | C     | Richard Neudecker    |
| 32 | Germania (bandiera) | D     | Maxim Gresler        |
| 33 | Germania (bandiera) | D     | Julian Bell          |
| 36 | Germania (bandiera) | D     | Phillipp Steinhart   |
| 37 | Germania (bandiera) | P     | David Hundertmark    |
| 39 | Germania (bandiera) | D     | Leandro Morgalla     |
| 40 | Germania (bandiera) | P     | Tom Kretzschmar      |

## Organigramma societario
Area tecnica
- Allenatore: Michael Köllner
- Allenatore in seconda: Oliver Beer, Günter Brandl, Franz Hübl
- Preparatore dei portieri: Harald Huber
- Preparatori atletici: Matthias Luginger

## Calciomercato

### Sessione estiva
| Acquisti | Acquisti          | Acquisti               | Acquisti |
| R.       | Nome              | da                     | Modalità |
| -------- | ----------------- | ---------------------- | -------- |
| A        | Marcel Bär        | Eintracht Braunschweig |          |
| C        | Yannick Deichmann | Lubecca                |          |
| A        | Kevin Goden       | Norimberga             |          |
| C        | Nathan Wicht      | Monaco 1860 U17        |          |

| Cessioni | Cessioni       | Cessioni            | Cessioni |
| R.       | Nome           | a                   | Modalità |
| -------- | -------------- | ------------------- | -------- |
| C        | Dennis Erdmann | Saarbrücken         |          |
| D        | Leon Klassen   | WSG Swarovski Tirol |          |

### Sessione invernale
| Acquisti | Acquisti | Acquisti | Acquisti |
| R.       | Nome     | da       | Modalità |
| -------- | -------- | -------- | -------- |

| Cessioni | Cessioni | Cessioni | Cessioni |
| R.       | Nome     | a        | Modalità |
| -------- | -------- | -------- | -------- |

## Risultati

### 3. Liga

#### Girone di andata
| Arbitro: | Bokop |

|         |           |  |
| Bär 13’ | Marcatori |  |

| Wiesbaden 31 luglio 2021, ore 14:00 CEST 2ª giornata | Wehen Wiesbaden | 0 – 0 referto | Monaco 1860 | BRITA-Arena (2 712 spett.)\| Arbitro: \| Badstübner \| |
| Arbitro:                                             | Badstübner      |               |             |                                                        |

| Arbitro: | Schlager |

|             |           |             |
| Mölders 80’ | Marcatori | 60’ Sararer |

| Arbitro: | Willenborg |

|                                           |           |  |
| Klingenburg 26’ Kiprit 33’ Wunderlich 87’ | Marcatori |  |

| Arbitro: | Günsch |

|                                        |           |  |
| Neudecker 40’ Dressel 55’ Biankadi 82’ | Marcatori |  |

| Arbitro: | Osmers |

|              |           |                    |
| Behrendt 90’ | Marcatori | 89’ (rig.) Mölders |

| Arbitro: | Welz |

|         |           |           |
| Bär 40’ | Marcatori | 18’ Guder |

| Arbitro: | Braun |

|                   |           |          |
| Löhmannsröben 13’ | Marcatori | 65’ Wein |

| Arbitro: | Bauer |

|  |           |                     |
|  | Marcatori | 25’ Gómez 63’ Möker |

| Arbitro: | Fuchs |

|              |           |              |
| Ochojski 66’ | Marcatori | 22’ Biankadi |

| Arbitro: | Dingert |

|             |           |           |
| Mölders 77’ | Marcatori | 60’ Gunte |

| Arbitro: | Erbst |

|               |           |                                     |
| Neudecker 66’ | Marcatori | 13’ Schnatterer 20’, 90’ Martinovic |

| Arbitro: | Kessel |

|                            |           |              |
| Günther-Schmidt 81’ (rig.) | Marcatori | 58’ Biankadi |

| Arbitro: | Alt |

|                                                           |           |  |
| Lex 17’, 58’ Mölders 42’ Greilinger 56’ Bär 70’ Goden 73’ | Marcatori |  |

| Arbitro: | Hanslbauer |

|                            |           |         |
| Simakala 39’, 48’ Higl 85’ | Marcatori | 25’ Lex |

| Arbitro: | Gerach |

|                                          |           |                          |
| Steinhart 16’ (rig.) Mölders 54’ Bär 73’ | Marcatori | 10’ Bouhaddouz 68’ Ademi |

| Arbitro: | Schwengers |

|                   |           |                                        |
| Jaeschke 51’, 85’ | Marcatori | 8’ (aut.) Fölster 32’ Bär 55’ Biankadi |

| Arbitro: | Glaser |

|                             |           |                                                          |
| Greilinger 71’ Biankadi 87’ | Marcatori | 5’, 17’ Krempicki 14’ Müller 29’ Schuler 43’ (rig.) Atik |

| Arbitro: | Fuchs |

|  |           |                 |
|  | Marcatori | 25’ Lex 49’ Bär |

#### Girone di ritorno
| Arbitro: | Badstübner |

|  |           |                      |
|  | Marcatori | 32’, 71’ Bär 37’ Lex |

| Arbitro: | Müller |

|                                       |           |                         |
| Belkahia 36’ Salger 50’ Neudecker 69’ | Marcatori | 11’ Carstens 23’ Prokop |

| Arbitro: | Hempel |

|                                 |           |               |
| Hottmann 77’ Sararer 85’ (rig.) | Marcatori | 90’ Neudecker |

| Arbitro: | Petersen |

|                   |           |               |
| Bär 26’ Goden 85’ | Marcatori | 2’ Wunderlich |

| Arbitro: | Benen |

|  |           |         |
|  | Marcatori | 39’ Bär |

| Arbitro: | Winter |

|                      |           |                         |
| Bär 3’ Steinhart 34’ | Marcatori | 56’ Lauberbach 78’ Marx |

| Arbitro: | Ballweg |

|                |           |               |
| Feigenspan 90’ | Marcatori | 24’ Neudecker |

| Arbitro: | Alt |

|  |           |                                        |
|  | Marcatori | 53’ Shcherbakovski 62’ (rig.) Eberwein |

| Arbitro: | Hanslbauer |

|             |           |                                |
| Baumann 35’ | Marcatori | 68’ Biankadi 72’ Bär 90’ Goden |

| Arbitro: | Bauer |

|                      |           |  |
| Biankadi 26’ Bär 30’ | Marcatori |  |

| Arbitro: | Gerach |

|  |           |                          |
|  | Marcatori | 3’ Tallig 21’ (rig.) Bär |

| Arbitro: | Badstübner |

|                                       |           |  |
| Costly 3’ Boyamba 66’ (rig.) Sohm 90’ | Marcatori |  |

| Arbitro: | Jablonski |

|            |           |           |
| Tallig 74’ | Marcatori | 90’ Jacob |

| Arbitro: | Winter |

|            |           |                             |
| Kehrer 38’ | Marcatori | 16’ Neudecker 32’ Deichmann |

| Arbitro: | Waschitzki-Günther |

|                    |           |                                |
| Tallig 41’ Bär 59’ | Marcatori | 24’ Heider 35’ Opoku 79’ Kunze |

| Arbitro: | Schröder |

|  |           |                                                                      |
|  | Marcatori | 9’ Biankadi 20’ (rig.), 70’ Bär 22’ Lex 50’ Deichmann 66’ Greilinger |

| Arbitro: | Ballweg |

|                           |           |  |
| Belkahia 51’ Bär 81’, 89’ | Marcatori |  |

| Arbitro: | Jöllenbeck |

|                                         |           |  |
| Condé 51’ Itō 75’ Atik 90’ Kwarteng 90’ | Marcatori |  |

| Arbitro: | Schlager |

|                                                             |           |                                             |
| Lex 18’ Bär 21’, 59’ Biankadi 54’ Deichmann 75’ Dressel 84’ | Marcatori | 23’ Papadopoulos 45’ Njinmah 83’ Bah-Traore |

### Coppa di Germania
| Arbitro: | Reichel |

|                                        |                      |                                          |
| Steinhart 75’                          | Marcatori            | 80’ Pfeiffer                             |
| Steinhart Tallig Dressel Staude Salger | Tiri di rigore 5 – 4 | Pfeiffer Holland Schnellhardt Manu Tietz |

| Arbitro: | Kampka |

|        |           |  |
| Lex 5’ | Marcatori |  |

| Arbitro: | Petersen |

|  |           |                     |
|  | Marcatori | 69’ (rig.) Wanitzek |

### Coppa Baviera
| 11 agosto 2021, ore 18:30 CEST Primo turno | SV Birkenfeld | 0 – 3 | Monaco 1860 |  |

| 18 agosto 2021, ore 18:00 CEST Secondo turno | Saas Bayreuth | 0 – 3 | Monaco 1860 |  |

| 8 settembre 2021, ore 19:00 CEST Ottavi di finale | Wacker Burghausen    | ? – ? | Monaco 1860 |  |
| \| \| \| \| \| \| Tiri di rigore 4 – 5 \| \|      |                      |       |             |  |
|                                                   |                      |       |             |  |
|                                                   | Tiri di rigore 4 – 5 |       |             |  |

| 8 ottobre 2021, ore 19:00 CEST Quarti di finale | Buchbach | 2 – 3 | Monaco 1860 |  |

| 26 marzo 2022, ore 14:00 CET Semifinale | Aubstadt | 4 – 3 | Monaco 1860 |  |

## Statistiche

### Statistiche di squadra
| Competizione      | Punti | In casa | In casa | In casa | In casa | In casa | In casa | In trasferta | In trasferta | In trasferta | In trasferta | In trasferta | In trasferta | Totale | Totale | Totale | Totale | Totale | Totale | DR  |
| Competizione      | Punti | G       | V       | N       | P       | Gf      | Gs      | G            | V            | N            | P            | Gf           | Gs           | G      | V      | N      | P      | Gf     | Gs     | DR  |
| ----------------- | ----- | ------- | ------- | ------- | ------- | ------- | ------- | ------------ | ------------ | ------------ | ------------ | ------------ | ------------ | ------ | ------ | ------ | ------ | ------ | ------ | --- |
| 3. Liga           | 61    | 18      | 9       | 4       | 5       | 39      | 28      | 18           | 8            | 6            | 4            | 28           | 22           | 36     | 17     | 10     | 9      | 67     | 50     | +17 |
| Coppa di Germania | -     | 3       | 1       | 1       | 1       | 2       | 2       | 0            | 0            | 0            | 0            | 0            | 0            | 3      | 1      | 1      | 1      | 2      | 2      | 0   |
| Coppa Baviera     | -     | 0       | 0       | 0       | 0       | 0       | 0       | 5            | 3            | 1            | 1            | 12           | 6            | 5      | 3      | 1      | 1      | 12     | 6      | +6  |
| Totale            | 61    | 21      | 10      | 5       | 6       | 41      | 30      | 23           | 11           | 7            | 5            | 40           | 28           | 44     | 21     | 12     | 11     | 81     | 58     | +23 |

### Andamento in campionato
| Giornata  | 1 | 2 | 3 | 4  | 5 | 6  | 7  | 8  | 9  | 10 | 11 | 12 | 13 | 14 | 15 | 16 | 17 | 18 | 19 | 20 | 21 | 22 | 23 | 24 | 25 | 26 | 27 | 28 | 29 | 30 | 31 | 32 | 33 | 34 | 35 | 36 | 37 | 38 |
| --------- | - | - | - | -- | - | -- | -- | -- | -- | -- | -- | -- | -- | -- | -- | -- | -- | -- | -- | -- | -- | -- | -- | -- | -- | -- | -- | -- | -- | -- | -- | -- | -- | -- | -- | -- | -- | -- |
| Luogo     | C | T | C | T  | C | T  | C  | T  | C  | T  | C  | C  | T  | C  | T  | C  | T  | C  | T  | T  | C  | T  | C  | T  | C  | T  | C  | T  | C  | T  | T  | C  | T  | C  | T  | C  | T  | C  |
| Risultato | V | N |   | P  | V | N  | N  | N  | P  | N  | N  | P  | N  | V  | P  | V  | V  | P  | V  | V  | V  |    | V  | V  | N  | N  | P  | V  | V  | V  | P  | N  | V  | P  | V  | V  | P  | V  |
| Posizione | 5 | 5 | 8 | 14 | 9 | 10 | 10 | 11 | 14 | 15 | 13 | 15 | 15 | 13 | 14 | 14 | 12 | 12 | 11 | 10 | 7  | 9  | 7  | 5  | 6  | 6  | 8  | 6  | 4  | 4  | 6  | 6  | 5  | 5  | 4  | 4  | 4  | 4  |

Legenda:

Luogo: C = Casa; T = Trasferta. Risultato: V = Vittoria; N = Pareggio; P = Sconfitta.

### Statistiche dei giocatori
| Giocatore      | 3. Liga  | 3. Liga | 3. Liga     | 3. Liga    | Coppa di Germania | Coppa di Germania | Coppa di Germania | Coppa di Germania | Totale   | Totale | Totale      | Totale     |
| Giocatore      | Presenze | Reti    | Ammonizioni | Espulsioni | Presenze          | Reti              | Ammonizioni       | Espulsioni        | Presenze | Reti   | Ammonizioni | Espulsioni |
| -------------- | -------- | ------- | ----------- | ---------- | ----------------- | ----------------- | ----------------- | ----------------- | -------- | ------ | ----------- | ---------- |
| S. Belkahia    | 26       | 2       | 8           | 0          | 2                 | 0                 | 1                 | 0                 | 28       | 2      | 9           | 0          |
| J. Bell        | 0        | 0       | 0           | 0          | 0                 | 0                 | 0                 | 0                 | 0        | 0      | 0           | 0          |
| M. Biankadi    | 34       | 9       | 1           | 0          | 3                 | 0                 | 1                 | 0                 | 37       | 9      | 2           | 0          |
| M. Bär         | 37       | 21      | 4           | 0          | 3                 | 0                 | 0                 | 0                 | 40       | 21     | 4           | 0          |
| M. Cocic       | 3        | 0       | 0           | 0          | 0                 | 0                 | 0                 | 0                 | 3        | 0      | 0           | 0          |
| Y. Deichmann   | 35       | 3       | 3           | 1          | 3                 | 0                 | 0                 | 0                 | 38       | 3      | 3           | 1          |
| J. Djayo       | 1        | 0       | 0           | 0          | 0                 | 0                 | 0                 | 0                 | 1        | 0      | 0           | 0          |
| D. Dressel     | 37       | 2       | 2           | 0          | 3                 | 0                 | 1                 | 0                 | 40       | 2      | 3           | 0          |
| A. Freitag     | 5        | 0       | 0           | 0          | 0                 | 0                 | 0                 | 0                 | 5        | 0      | 0           | 0          |
| K. Goden       | 23       | 3       | 2           | 0          | 1                 | 0                 | 0                 | 0                 | 24       | 3      | 2           | 0          |
| F. Greilinger  | 26       | 3       | 1           | 0          | 2                 | 0                 | 0                 | 0                 | 28       | 3      | 1           | 0          |
| M. Gresler     | 0        | 0       | 0           | 0          | 0                 | 0                 | 0                 | 0                 | 0        | 0      | 0           | 0          |
| M. Hiller      | 35       | 0       | 1           | 0          | 3                 | 0                 | 0                 | 0                 | 38       | 0      | 1           | 0          |
| D. Hundertmark | 0        | 0       | 0           | 0          | 0                 | 0                 | 0                 | 0                 | 0        | 0      | 0           | 0          |
| L. Knöferl     | 3        | 0       | 1           | 0          | 0                 | 0                 | 0                 | 0                 | 3        | 0      | 1           | 0          |
| T. Kretzschmar | 3        | 0       | 0           | 0          | 0                 | 0                 | 0                 | 0                 | 3        | 0      | 0           | 0          |
| N. Lang        | 22       | 0       | 2           | 0          | 2                 | 0                 | 1                 | 0                 | 24       | 0      | 3           | 0          |
| S. Lex         | 36       | 7       | 6           | 0          | 3                 | 1                 | 0                 | 0                 | 39       | 8      | 6           | 0          |
| T. Linsbichler | 23       | 0       | 2           | 0          | 2                 | 0                 | 0                 | 0                 | 25       | 0      | 2           | 0          |
| M. Mannhardt   | 1        | 0       | 0           | 0          | 0                 | 0                 | 0                 | 0                 | 1        | 0      | 0           | 0          |
| Q. Moll        | 34       | 0       | 3           | 0          | 3                 | 0                 | 1                 | 0                 | 37       | 0      | 4           | 0          |
| L. Morgalla    | 11       | 0       | 1           | 0          | 0                 | 0                 | 0                 | 0                 | 11       | 0      | 1           | 0          |
| S. Mölders     | 18       | 5       | 4           | 0          | 2                 | 0                 | 0                 | 0                 | 20       | 5      | 4           | 0          |
| R. Neudecker   | 30       | 6       | 8           | 0          | 2                 | 0                 | 0                 | 0                 | 32       | 6      | 8           | 0          |
| S. Salger      | 33       | 1       | 7           | 0          | 3                 | 0                 | 0                 | 0                 | 36       | 1      | 7           | 0          |
| K. Staude      | 14       | 0       | 1           | 0          | 2                 | 0                 | 0                 | 0                 | 16       | 0      | 1           | 0          |
| P. Steinhart   | 33       | 2       | 8           | 0          | 3                 | 1                 | 1                 | 0                 | 36       | 3      | 9           | 0          |
| G. Szekely     | 0        | 0       | 0           | 0          | 0                 | 0                 | 0                 | 0                 | 0        | 0      | 0           | 0          |
| E. Tallig      | 32       | 3       | 2           | 0          | 2                 | 0                 | 0                 | 0                 | 34       | 3      | 2           | 0          |
| D. Wein        | 7        | 1       | 0           | 0          | 1                 | 0                 | 1                 | 0                 | 8        | 1      | 1           | 0          |
| N. Wicht       | 2        | 0       | 0           | 0          | 0                 | 0                 | 0                 | 0                 | 2        | 0      | 0           | 0          |
| M. Willsch     | 9        | 0       | 1           | 0          | 1                 | 0                 | 0                 | 0                 | 10       | 0      | 1           | 0          |